# اولتراوکس
اولتراوُکس (انگلیسی: Ultravox) (پیشتر: اولتراوُکس!)، گروه موسیقی موج نوی بریتانیایی است که سال ۱۹۷۴ با نام تایگر لیلی (به انگلیسی: Tiger Lily) در لندن شکل گرفت. بین سال‌های ۱۹۸۰ تا ۱۹۸۶ هفت آلبوم گروه در میان ده آلبوم برتر و هفده تک‌آهنگ آنان در میان چهل تک‌آهنگ برتر چارت بریتانیا قرار گرفت. مشهورترین تک‌آهنگشان «وین» سال ۱۹۸۱ منتشر شد.
اولتراوکس به لحاظ سبکی تأثیر گرفته از گروه‌ها و هنرمندان تجربی همچون راکسی میوزیک، نیویورک دالز، دیوید بویی و کرافت‌ورک بود و با تک‌آهنگ‌هایی نظیر «هیروشیما عشق من» (۱۹۷۷) در گسترش و محبوبیت موسیقی الکترونیک پیشگام بود.